# Коњи (албум)
Коњи је седми студијски албум рок бенда Дивље јагоде. Албум је издао Југотон 1988. године.
Марта 2025. се у продаји нашао реиздање албума на грамофонској плочи.

## Списак песама
На албуму се налазе следеће песме:

## Постава бенда
- Младен Војичић Тифа – вокал
- Зеле Липовача – гитара
- Златан Чехић – бас
- Един Шеховић – бубњеви
- Владимир Подан – клавијатуре

## Топ листе

### Недељна листа
| Листа | Највиша позиција |
| ----- | ---------------- |
| ХДУ   | 18               |